# Atli Heimir Sveinsson
Pour les articles homonymes, voir Sveinsson.
Atli Heimir Sveinsson (né le 21 septembre 1938 à Reykjavik, décédé en avril 2019) est un compositeur islandais.

## Œuvres
Opéra
- Die Seidentrommel
- Vikivaki TV opera
- Moonlight Island
- Hertervig

Comédie musicale
- Land míns föður

Œuvres vocales
- Þrjú sönglög (3 chansons)

Musique de chambre
- 6 symphonies (2004-2009)
- 3 trios pour piano
- Drei Impressionen pour flûte, violon, violoncelle, harpe, céleste et batterie (1962)
- Hlymi pour orchestre de chambre (1965)
- Cathexis pour alto et piano (1977–1978)
- Dúó Rapp pour alto et contrebasse (2004)
- Exploration pour alto et orchestre

Œuvres solo
- 10 concertos solo
- Sonate pour alto solo (2002)